# 贝拉克
贝拉克（法語：Bellac，法語發音：[bɛlak] ⓘ），法国中西部城市，新阿基坦大区上维埃纳省的一个市镇，同时也是该省的一个副省会，下辖贝拉克区，其市镇面积为24.42平方公里，2022年1月1日时人口数量为3,569人，在法国城市中排名第3,037位。
贝拉克位于上维埃纳省北部，万库河畔，历史上为上利穆赞地区和马尔什行省西部的行政中心，现代是一个区域性的中心城市，勒多拉－利摩日铁路和多条干线公路在此交汇。法国文学家让·季洛杜出生于贝拉克。

## 地名来源
“贝拉克”一名的来源及含义尚存在争议，主要包括以下三种假设：
- 来源于拉丁语“Bellacum”，意为“高处的城池”；
- 来源于拉丁语“Bella Aqua”，意为“（被）美丽溪流（灌溉的土地）”；
- 来源于拉丁语人名“Bellus”，后者可能为当地历史上的一名领主。

## 历史

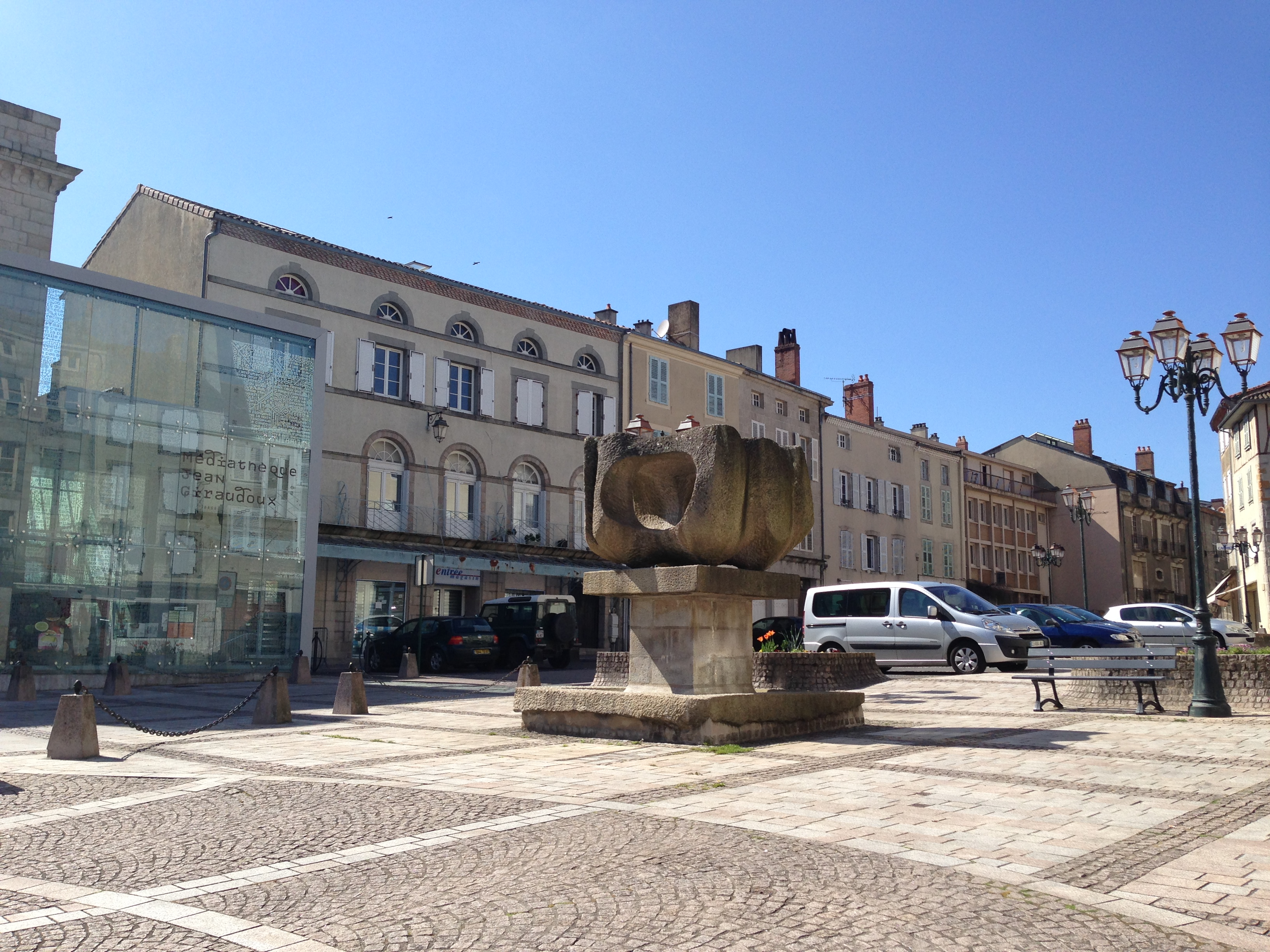
贝拉克市中心的宫殿广场

贝拉克的早期历史尚不清楚。中世纪中期，贝拉克所处的上利穆赞地区多次遭遇维京人的入侵。公元10世纪时，马尔什伯爵年长邦松在贝拉克附近主持修建了一处军事城堡。12世纪时，贝拉克出现了城墙，它的建成使得贝拉克镇中心在此后的英法百年战争中免遭破坏。1438年，法兰西国王路易十一曾短居于贝拉克。宗教战争期间，贝拉克为法国天主教联盟的重要活动中心之一，新教徒曾两次发动围城战，但均未成功。中世纪末至18世纪期间，贝拉克先后出现了多处教堂及教会组织，连接多个方向的道路在此地交汇，贝拉克逐渐发展成为一个区域性的商业中心，当地出现了利穆赞地区最早的搪瓷手工作坊。法国大革命后，马尔什行省被撤销，贝拉克所处的马尔什西部地区与下利穆赞地区合并组建成为上维埃纳省，贝拉克成为该省的一个市镇，并在1793至1801年间为该省的一个地区行署，后更为副省会。1829年，瓦克尔（Vacqueur）整体并入贝拉克的市镇范围。1881年，途径贝拉克的勒多拉－利摩日铁路建成通车。2008年2月，贝拉克外绕过境公路建成通车。2010年3月，贝拉克获得“中途村”的头衔。

## 地理

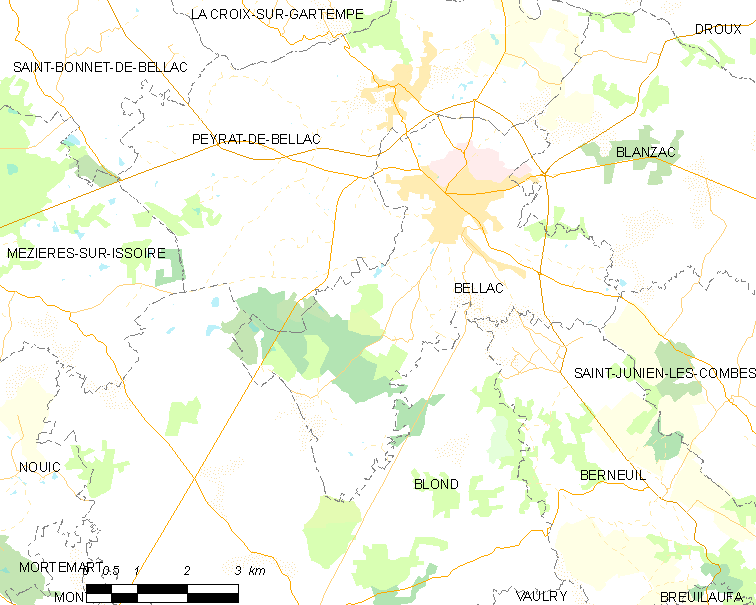
贝拉克市镇范围地图

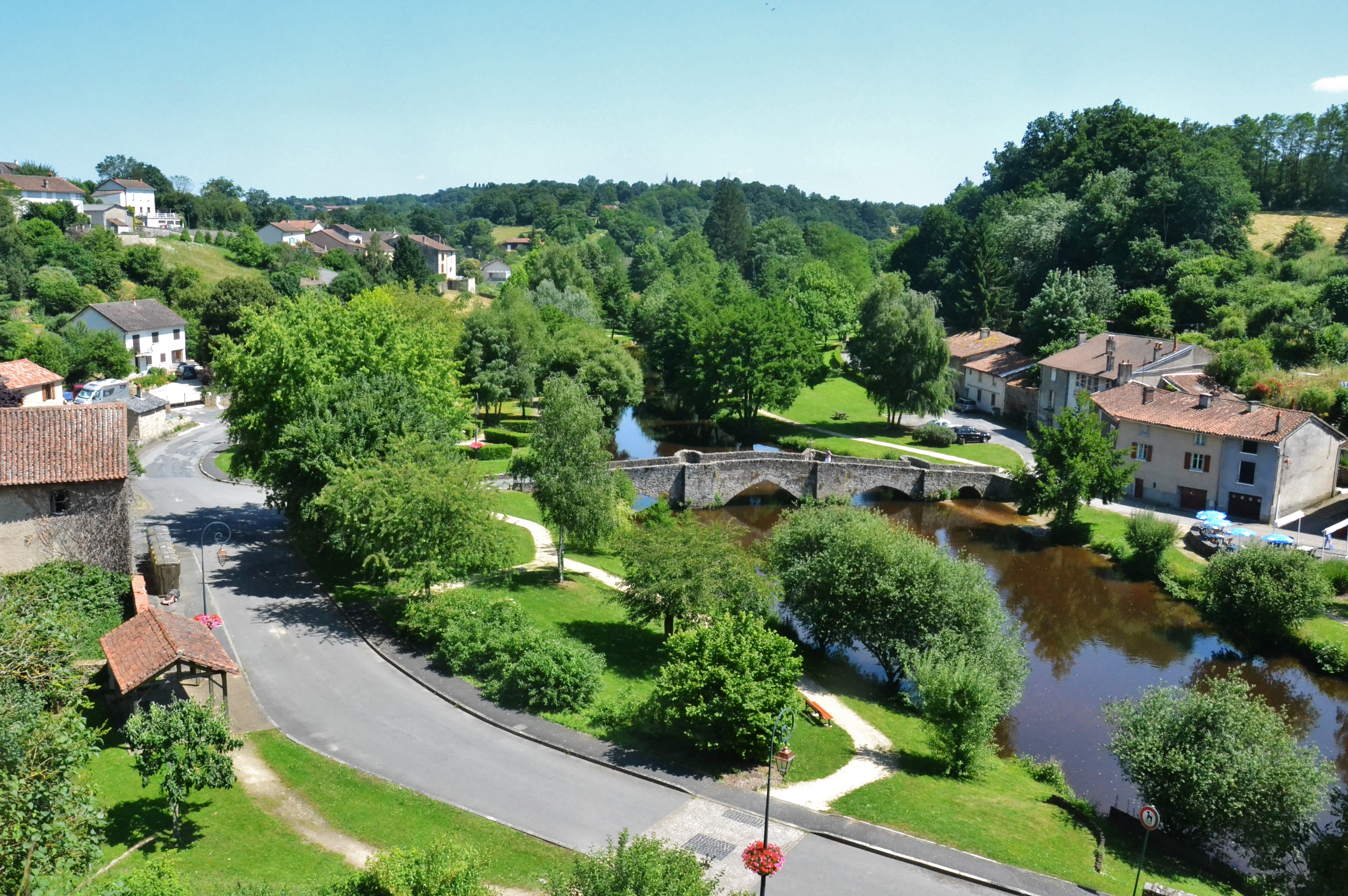
流经贝拉克的万库河

贝拉克位于法国中西部，新阿基坦大区东北部和上维埃纳省北部，距离省会利摩日大约39公里。与贝拉克接壤的市镇包括：佩拉德贝拉克、布隆、贝尔讷伊、布朗扎克、圣瑞尼安莱孔布、瓦勒迪苏瓦尔。

### 地形
贝拉克位于法国中央高原西北部边缘的布隆山地区，该区域以丘陵及浅丘为主，贝拉克市镇中心位于一处缓丘之上，核心区域地势较为平坦，部分街道起伏明显，全境海拔在175到301米之间。

### 水文
贝拉克位于卢瓦尔河流域内，万库河自东南向西北流经市区西南部，其右岸支流巴济讷河在此与其交汇，此外贝拉克的市镇范围内还有多处小型天然水塘分布。

### 植被
贝拉克属于温带阔叶混交林区，市区内的主要绿地公园包括集市花园（Champ de Foire）、若利布瓦公园（Parc de Jolibois）等，均常年免费向公众开放。
在鲜花城市的评比中，贝拉克被评为2星级鲜花城市。

### 气候
贝拉克在柯本气候分类法中属于温带海洋性气候。
贝拉克境内设有气象站，以下为该气象站的数据（其中日照数据取自利摩日气象站）：
| 贝拉克 1981年－2019年 | 贝拉克 1981年－2019年 | 贝拉克 1981年－2019年 | 贝拉克 1981年－2019年 | 贝拉克 1981年－2019年 | 贝拉克 1981年－2019年 | 贝拉克 1981年－2019年 | 贝拉克 1981年－2019年 | 贝拉克 1981年－2019年 | 贝拉克 1981年－2019年 | 贝拉克 1981年－2019年 | 贝拉克 1981年－2019年 | 贝拉克 1981年－2019年 | 贝拉克 1981年－2019年 |
| 月份                  | 1月                   | 2月                   | 3月                   | 4月                   | 5月                   | 6月                   | 7月                   | 8月                   | 9月                   | 10月                  | 11月                  | 12月                  | 全年                  |
| --------------------- | --------------------- | --------------------- | --------------------- | --------------------- | --------------------- | --------------------- | --------------------- | --------------------- | --------------------- | --------------------- | --------------------- | --------------------- | --------------------- |
| 历史最高温 °C（°F）   | 18.2 (64.8)           | 23.3 (73.9)           | 25.2 (77.4)           | 30.5 (86.9)           | 32.2 (90.0)           | 36.9 (98.4)           | 36.5 (97.7)           | 39.5 (103.1)          | 34.2 (93.6)           | 29 (84)               | 22.3 (72.1)           | 17.7 (63.9)           | 39.5 (103.1)          |
| 平均高温 °C（°F）     | 8.1 (46.6)            | 9.8 (49.6)            | 13.3 (55.9)           | 16 (61)               | 20.2 (68.4)           | 24.1 (75.4)           | 25.6 (78.1)           | 26 (79)               | 22.3 (72.1)           | 17.6 (63.7)           | 11.2 (52.2)           | 8.2 (46.8)            | 16.9 (62.4)           |
| 日均气温 °C（°F）     | 4.8 (40.6)            | 5.7 (42.3)            | 8.3 (46.9)            | 10.6 (51.1)           | 14.6 (58.3)           | 18 (64)               | 19.4 (66.9)           | 19.6 (67.3)           | 16 (61)               | 13 (55)               | 7.6 (45.7)            | 4.9 (40.8)            | 11.9 (53.4)           |
| 平均低温 °C（°F）     | 1.6 (34.9)            | 1.6 (34.9)            | 3.3 (37.9)            | 5.2 (41.4)            | 9 (48)                | 12 (54)               | 13.1 (55.6)           | 13.1 (55.6)           | 9.8 (49.6)            | 8.4 (47.1)            | 3.9 (39.0)            | 1.6 (34.9)            | 6.9 (44.4)            |
| 历史最低温 °C（°F）   | −11.9 (10.6)          | −17.5 (0.5)           | −12.6 (9.3)           | −3.4 (25.9)           | −1.4 (29.5)           | 2.9 (37.2)            | 5 (41)                | 3.7 (38.7)            | −1.3 (29.7)           | −6.9 (19.6)           | −10 (14)              | −12.8 (9.0)           | −17.5 (0.5)           |
| 平均降水量 mm（）     | 76.4 (3.01)           | 65.8 (2.59)           | 73.7 (2.90)           | 86.5 (3.41)           | 88.9 (3.50)           | 64.7 (2.55)           | 59.9 (2.36)           | 74.4 (2.93)           | 62.6 (2.46)           | 85.4 (3.36)           | 97.5 (3.84)           | 86.5 (3.41)           | 922.3 (36.31)         |
| 月均日照時數          | 86                    | 104                   | 156.8                 | 167.7                 | 204.9                 | 227.4                 | 238.2                 | 231                   | 191.5                 | 133.3                 | 81.4                  | 77.6                  | 1,899.8               |
| 来源：infoclimat.fr   |                       |                       |                       |                       |                       |                       |                       |                       |                       |                       |                       |                       |                       |

## 行政区划
贝拉克是法国新阿基坦大区上维埃纳省的一个市镇，编号为87011，它也是上维埃纳省的一个副省会。贝拉克下辖贝拉克区，隶属于上维埃纳省第三选区，管理贝拉克县，同时也是马尔什地区上利穆赞市镇公共社区的办公驻地。
法国国家统计与经济研究所（简称）在进行数据统计时，将贝拉克及相邻的佩拉德贝拉克设为贝拉克城市核心区以及贝拉克城市区。自2020年起，贝拉克城市区被包含11个市镇的贝拉克城市辐射区代替。此外，还将贝拉克市镇整体看作一个“块区”（IRIS），以便于统计人口分布情况。

## 交通

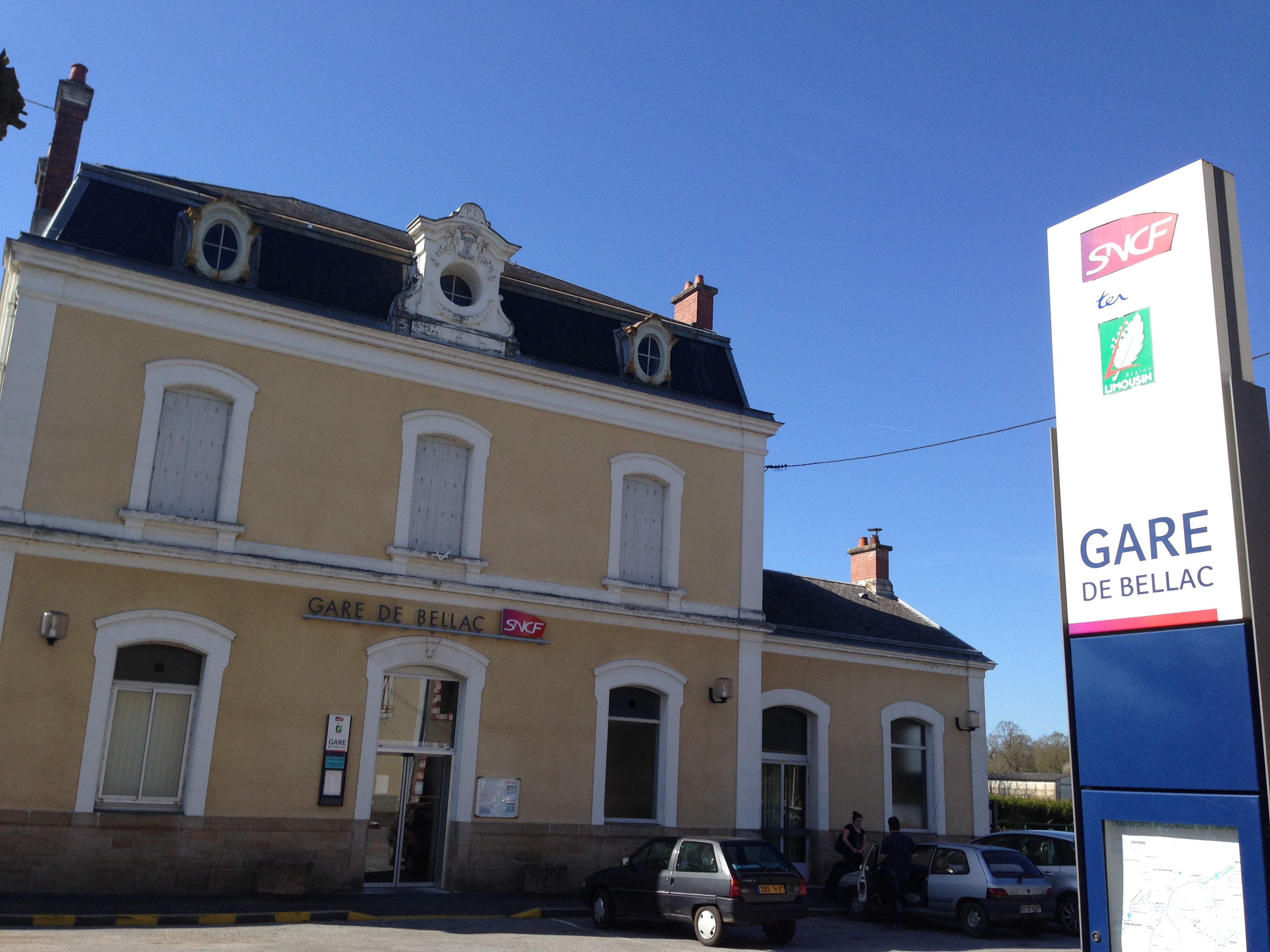
贝拉克火车站

### 公路
法国国道N145线和N147线以及多条上维埃纳省省道在贝拉克境内交汇。上维埃纳省城际客运下属的城际巴士28号线经过贝拉克，可前往利摩日以及瓦勒迪苏瓦尔。
| 29 | 85 |

| 23 | 30 |

| 28 | 36 |

| 利摩日 | 40 |

| 拉苏泰赖讷 | 40 |

| 勒多拉 | 13 |

| 普瓦捷 | 77 |

| 吕萨克堡 | 42 |

| 蒙莫里永 | 42 |

| 昂古莱姆 | 100 |

| 盖雷 | 74 |

| 孔福朗 | 36 |

2018年，56.3%的贝拉克家庭拥有至少一辆私人汽车。2018年，贝拉克境内共发生各类交通事故1起，造成1人受伤。

### 铁路
贝拉克位于勒多拉－利摩日铁路上。贝拉克站位于市区西部，停靠往返于普瓦捷和利摩日一线的区域列车。

### 航空
距离贝拉克最近的民用航空站为利摩日机场，距离贝拉克市中心的公路里程约34公里。

### 城市公共交通
截至2022年6月，贝拉克暂无城市公共交通系统。

## 政治

### 市政内阁
贝拉克的现任市长为克洛德·佩罗内先生，他是一名左翼无党派人士，在2020年的市政选举中获得了59.57%的支持率。
| 贝拉克历届市长 | 贝拉克历届市长                             | 贝拉克历届市长                     |
| 任期           | 市长                                       | 党派                               |
| -------------- | ------------------------------------------ | ---------------------------------- |
| 1944年－1973年 | André CLUZEAU 安德烈·克吕佐                | SFIO工人国际法国支部 →PS社会党     |
| 1973年－1974年 | Marcel PERICAT 马塞尔·佩里卡               | 不详                               |
| 1974年－1995年 | Guy BOUSSELY 居伊·布瑟利                   | UDF法国民主联盟 →DVD右翼无党派人士 |
| 1995年－2008年 | Jacques-Michel FAURE 雅克-米歇尔·富尔      | RPR保衛共和聯盟 →UMP人民运动联盟   |
| 2008年－2014年 | Jean-Michel DOUMEIX 让-米歇尔·杜梅         | PS社会党                           |
| 2014年－2020年 | Corine HOURCADE-HATTE 科里娜·乌尔卡德-阿特 | 無黨籍                             |

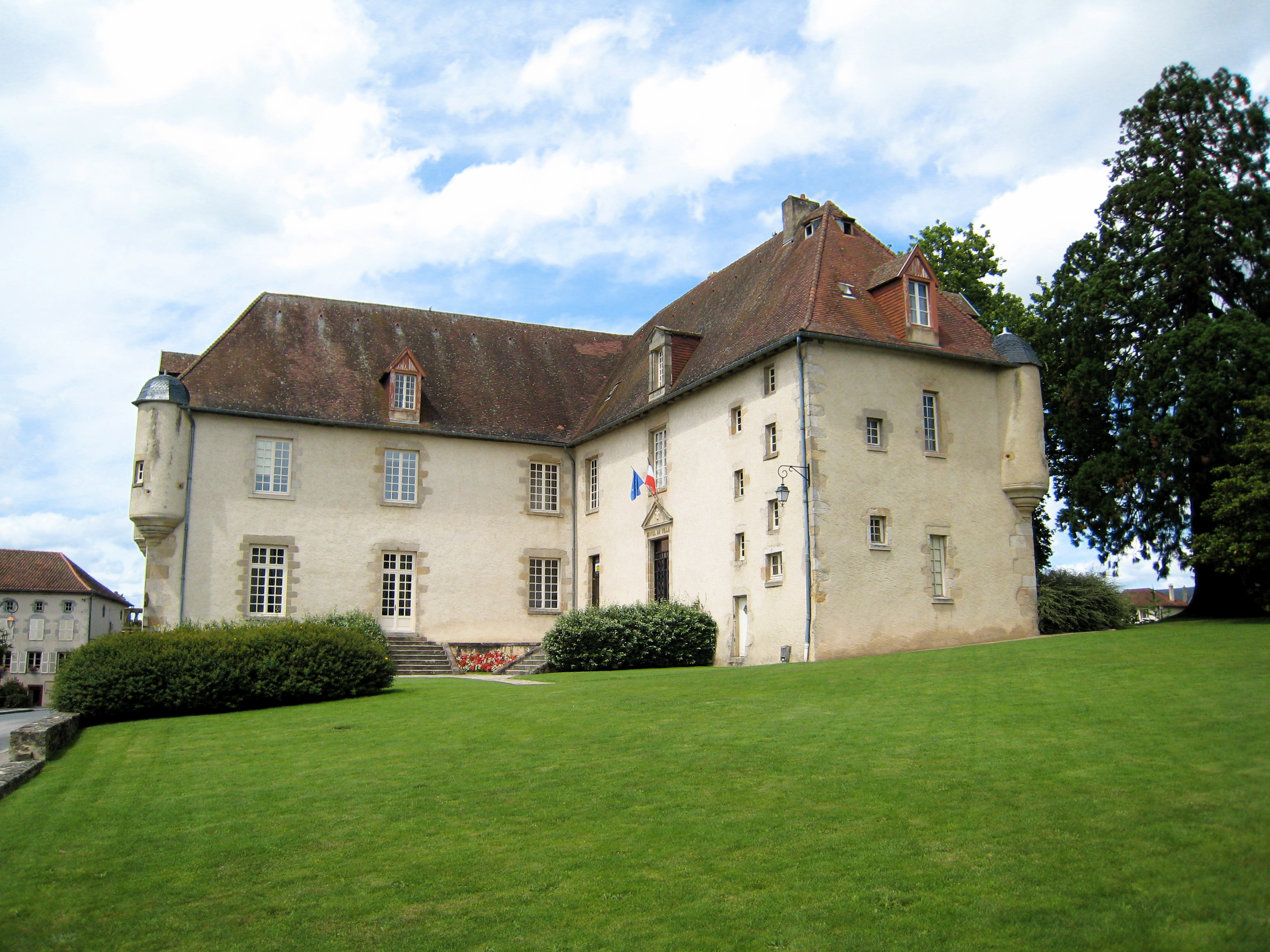
贝拉克市政厅

| 2020年－       | Claude PEYRONNET 克洛德·佩罗内             | DVG左翼无党派人士                  |

### 各级选举
| 贝拉克历届投票选举结果 | 贝拉克历届投票选举结果 | 贝拉克历届投票选举结果 | 贝拉克历届投票选举结果 | 贝拉克历届投票选举结果                   | 贝拉克历届投票选举结果 | 贝拉克历届投票选举结果 | 贝拉克历届投票选举结果                   | 贝拉克历届投票选举结果 | 贝拉克历届投票选举结果 |
| 选举项目               | 选举范围               | 选区单位               | 选区单位内的选举结果   | 选区单位内的选举结果                     | 选区单位内的选举结果   | 选区单位内的选举结果   | 选区单位内的选举结果                     | 选区单位内的选举结果   | 参考资料               |
| 选举项目               | 选举范围               | 选区单位               | 第一轮胜出者           | 第一轮胜出者                             | 支持率                 | 第二轮胜出者           | 第二轮胜出者                             | 支持率                 | 参考资料               |
| ---------------------- | ---------------------- | ---------------------- | ---------------------- | ---------------------------------------- | ---------------------- | ---------------------- | ---------------------------------------- | ---------------------- | ---------------------- |
| 2017年法國總統選舉     | 法國                   | 市镇                   |                        | 埃马纽埃尔·马克龙                        | 23.55%                 |                        | 埃马纽埃尔·马克龙                        | 65.14%                 | [ 25 ]                 |
| 2017年法国立法选举     | 上维埃纳省第三选区     | 市镇                   |                        | 玛丽-安热·马涅                           | 32.54%                 |                        | 玛丽-安热·马涅                           | 59.52%                 | [ 25 ]                 |
| 2019年欧洲议会选举     | 法國                   | 市镇                   |                        | 若尔当·巴尔代拉                          | 25.86%                 | （不适用）             | （不适用）                               | （不适用）             | [ 27 ]                 |
| 2021年法国省级选举     | 上维埃纳省             | 县                     |                        | 帕特里夏·马尔库-莱斯蒂厄 斯特凡纳·韦里拉 | 52.29%                 |                        | 帕特里夏·马尔库-莱斯蒂厄 斯特凡纳·韦里拉 | 71.65%                 | [ 28 ]                 |
| 2021年法国省级选举     | 上维埃纳省             | 市镇                   |                        | 帕特里夏·马尔库-莱斯蒂厄 斯特凡纳·韦里拉 | 51%                    |                        | 帕特里夏·马尔库-莱斯蒂厄 斯特凡纳·韦里拉 | 72.13%                 | [ 28 ]                 |
| 2021年法国大区选举     |                        | 市镇                   |                        | 阿兰·鲁塞                                | 31.51%                 |                        | 阿兰·鲁塞                                | 41.5%                  | [ 29 ]                 |
| 2022年法国总统选举     | 法國                   | 市镇                   |                        | 埃马纽埃尔·马克龙                        | 26.42%                 |                        | 埃马纽埃尔·马克龙                        | 54.47%                 | [ 25 ]                 |
| 2022年法国立法选举     | 上维埃纳省第三选区     | 市镇                   |                        | 马农·默尼耶                              | 25.62%                 |                        | 若弗鲁瓦·萨尔丹                          | 50.7%                  | [ 25 ]                 |

## 人口
2018年，贝拉克市镇人口数量为3,652，在法国排名第3,037位。其中男性1,717人，女性1,935人，75岁及以上人口占16.9%，外籍人口数量为859人，人口密度为150人/平方公里，当地居民被称为（男性）或（女性）。2019年，贝拉克境内出生31人，死亡人口81人。
| 贝拉克1901年－2019年人口变化情况 |
|                                  |
| 数据来源：Cassini、INSEE         |

## 经济

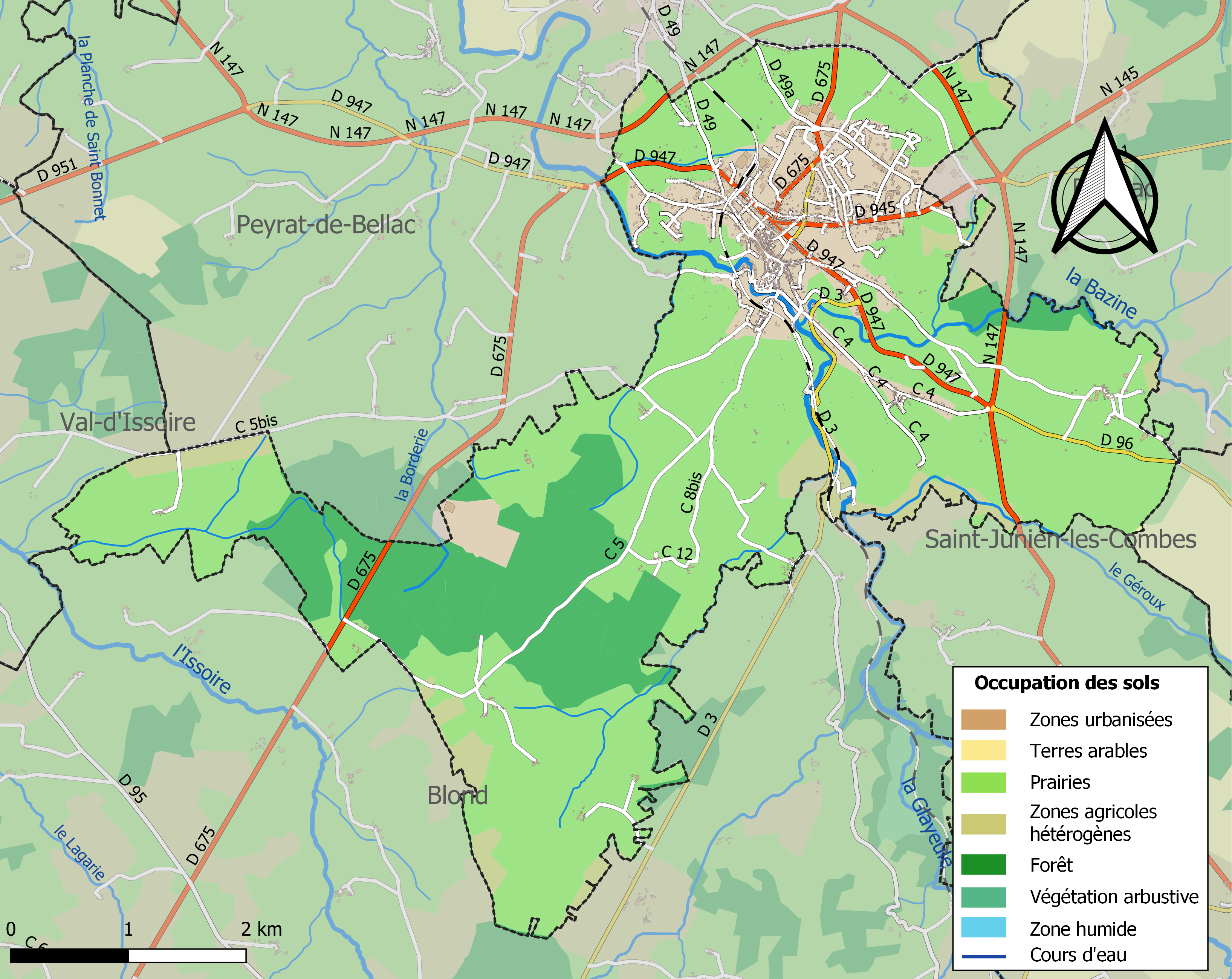
贝拉克土地利用情况地图

贝拉克是一个区域性的中心城市，隶属于利摩日工商管理局（Registre du commerce et des sociétés de Limoges）。截止2022年6月，贝拉克市镇范围内共有各类用人单位（包含自雇）550家，平均历史为21年，其中99.35%为中小型企业（PME），2022年4月至6月间，当地的经济活力指数为0.36%。（旅宿）是当地2021年营业额最高的企业，为281,704欧元。

## 财政与居民收入
2020年，贝拉克的财政收入总额为5,252,970欧元，财政支出总额为4,673,670欧元，当年的债务总额为4,777,080欧元。2021年，贝拉克共获得1,036,039欧元的国家财政补助，比上一年减少了2.93%。
2019年，贝拉克的人均月收入总额为1,793欧元，其中高级职员为3,103欧元，低于法国平均水平（4,230欧元）；中级职员为2,230欧元，低于法国平均水平（2,411欧元）；普通职员为1,585欧元，亦低于法国平均水平（1,740欧元）。
2018年，贝拉克境内的青壮年（15至64岁）失业率为14.5%，当地38.2%的家庭拥有纳税资格，平均纳税1,618欧元，X于法国平均水平（3,910欧元）。

## 社会事务

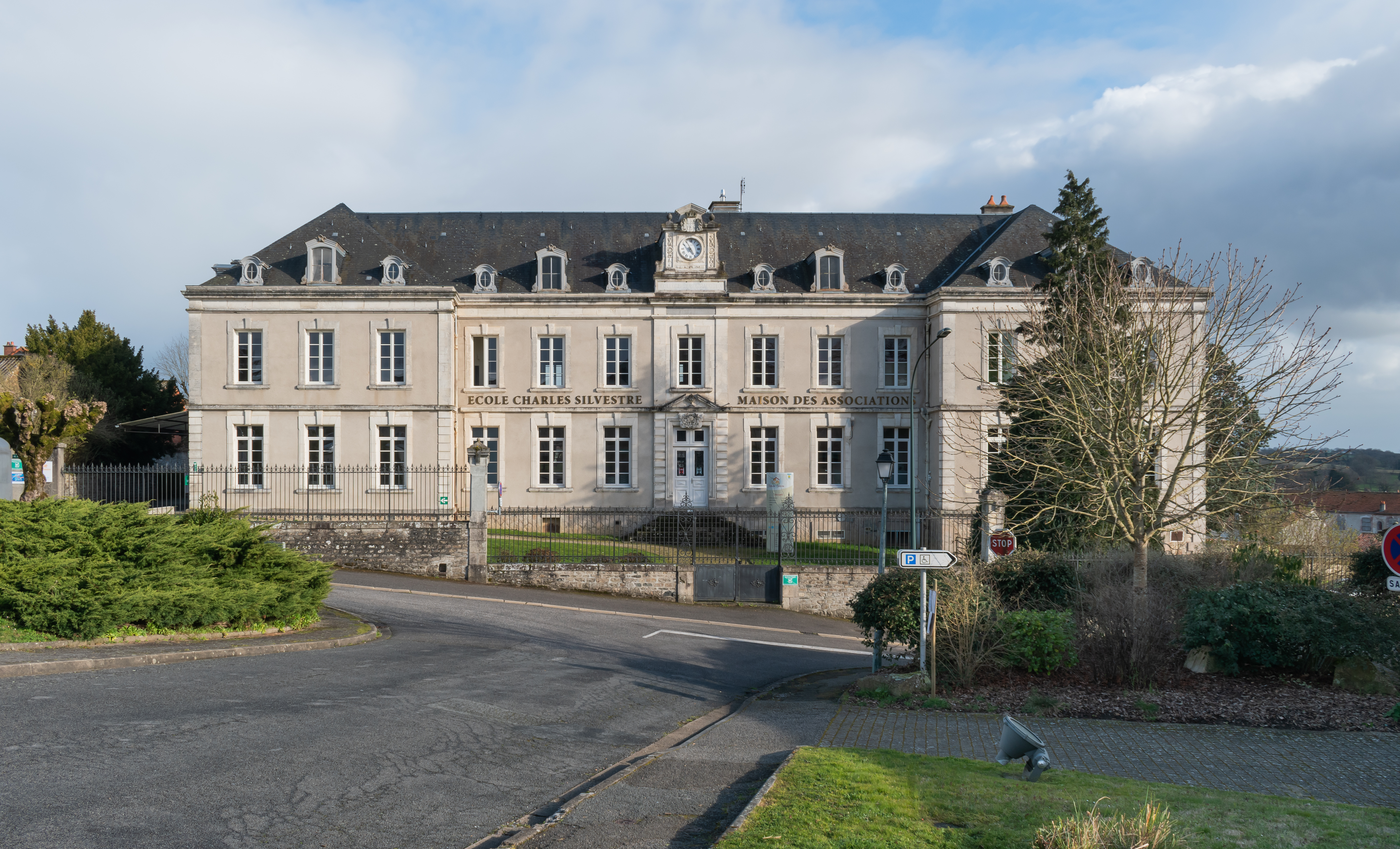
贝拉克的一所学校

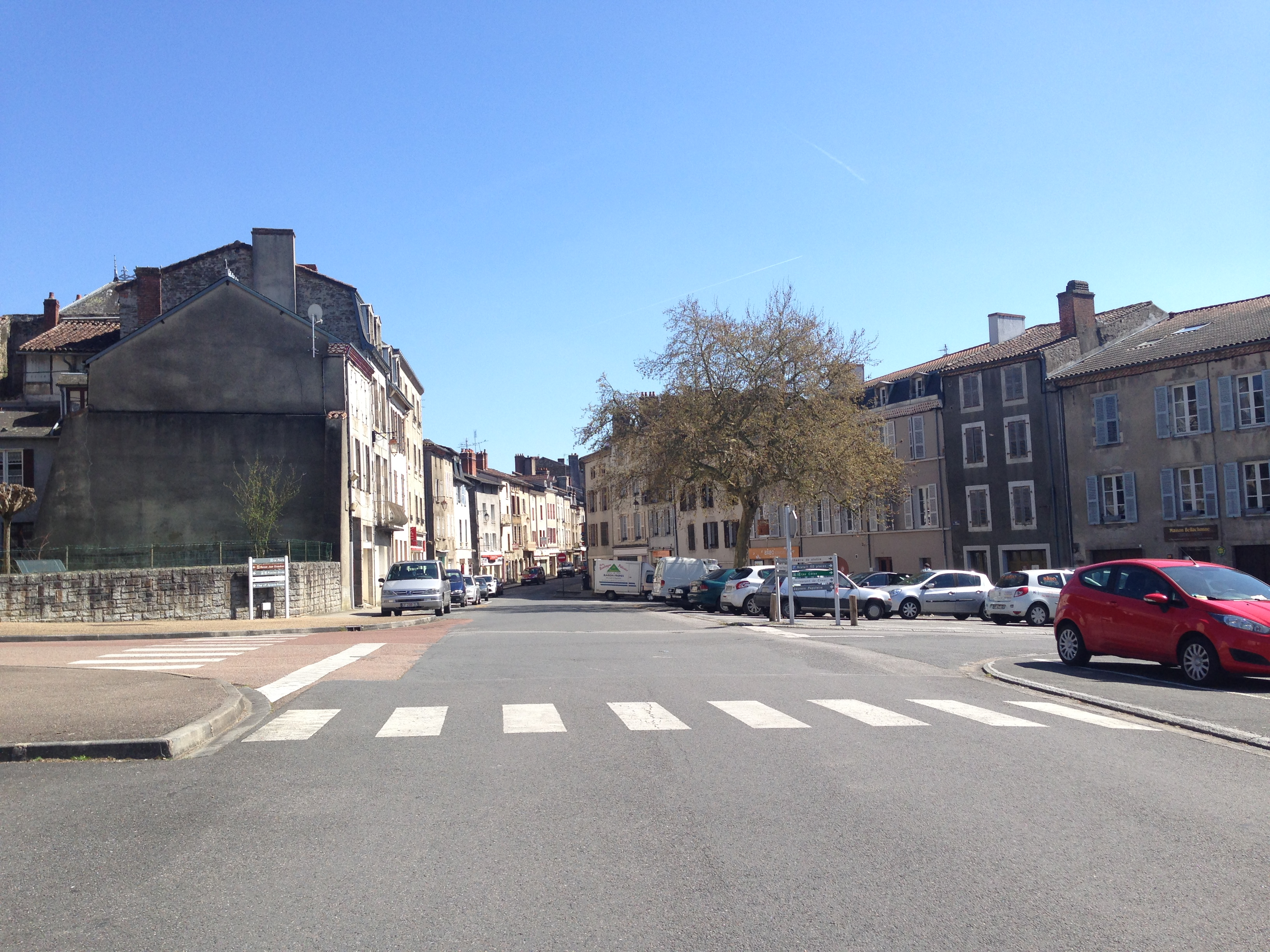
贝拉克镇中心

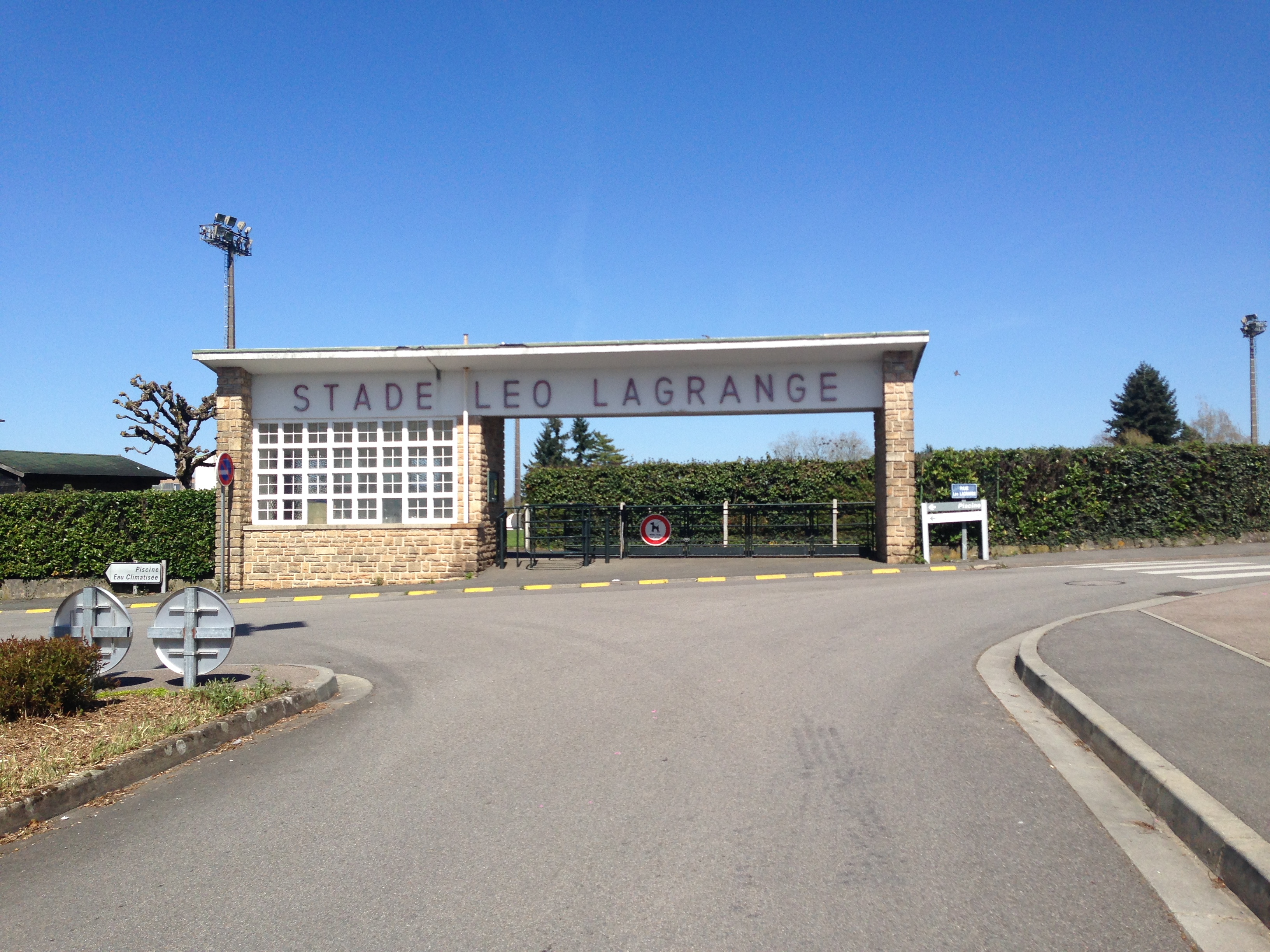
莱奥·拉格朗日球场

### 教育
贝拉克属于利摩日学区。截止2020年1月1日，贝拉克境内共有2所幼儿园、1所小学、1所初级中学、1所普通高中和1所职业高中。2018至2019学年度，贝拉克境内共有在校中等教育阶段学生861名。

### 医疗
截止2020年1月1日，贝拉克境内共有全科医生5名、保健师8名、牙医3名、护士12名和眼科医生6名。境内共有药房3家、养老院2家、残疾人帮扶中心2家。
贝拉克是“上利穆赞市际医院”（Hôpital intercommunal du Haut Limousin）的服务范围，后者是法国的一个区域性医疗机构，其主病区位于贝拉克市区，设有床位806个，是当地规模最大的公立综合性医院。

### 住房
2018年，贝拉克境内共有各类住房2,517套，其中66%为独立式居民区，32.2%为集中式居民区。常住房屋占贝拉克市镇范围内居民建筑总量的74%。
在住房保障政策方面，2020年，贝拉克境内共有594户家庭获得了住房经济补助，受益人数占总人口数量的16.3%，其中575份为房租补助。

### 商业
2019年，贝拉克境内共有各类实体商铺109家，其中餐厅11家、大型超市5家、杂货店1家、面包房2家、肉铺3家、书店2家、银行门店6家、美容美发店5家、汽车维修店7家。市区北部的莱罗谢特街区（Les Rochettes）建有开放式商业街区，有家乐福、Intermarché、Lidl等综合商场。

### 体育
2020年，贝拉克境内共有1家游泳池、2间体育馆、1座综合体育场、2处网球场、4处足球或橄榄球场以及1处篮球或排球场。
截至2022年6月，贝拉克境内共有三家注册足球俱乐部。贝拉克-贝尔讷伊-圣瑞尼安莱孔布未来足球俱乐部（Avenir Bellac Berneuil St Junien Les Combes，编号580850）是当地的代表性足球队，成立于2014年，其主队2022至2023赛季参加新阿基坦大区足球联赛丙组（法国第八级别），其主场为位于贝拉克市区的莱奥·拉格朗日球场（Stade Léo Lagrange）。

### 环境
贝拉克的环境事务由其所属的马尔什地区上利穆赞市镇公共社区负责。2019年，贝拉克境内暂无污染企业。

### 治安
2019年，贝拉克市镇范围内有1处宪兵队。
2020年，贝拉克国家宪兵队（zone gendarmerie de Bellac）管辖范围内共158个市镇累计发生各类案件990起，其中盗窃类案件457起，经济类案件159起，毒品交易类案件40起。

## 文化
2020年，贝拉克境内共有1家剧场、1家电影院和1家博物馆。贝拉克市政府提供多媒体中心，每周二、三、五、六向公众开放。

### 建筑
贝拉克境内有多处历史建筑，其中镇中心的贝拉克圣母升天教堂是法国国家文物保护单位，也是当地的地标性建筑物。

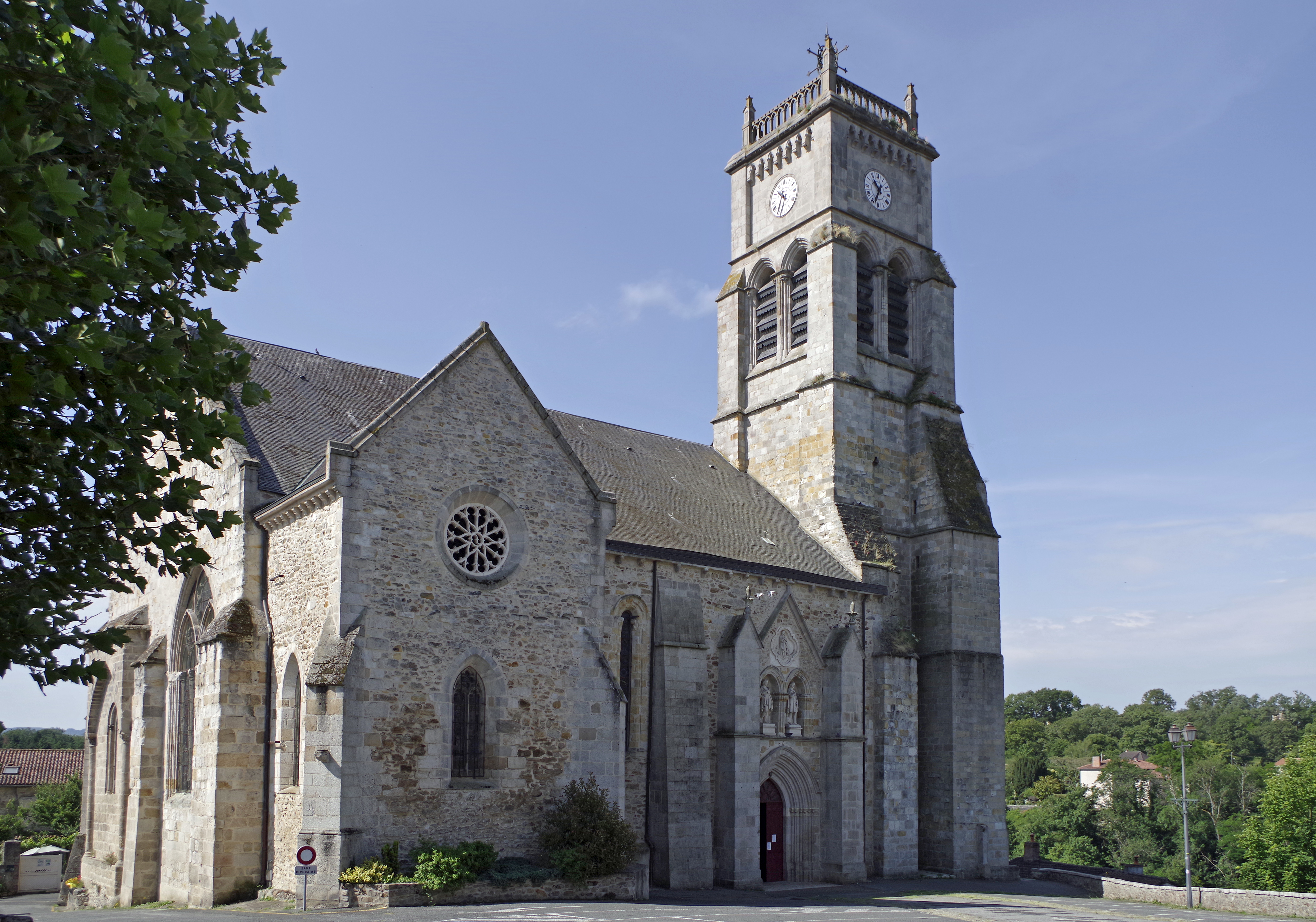
圣母升天教堂（法语：Église de l'Assomption-de-la-Très-Sainte-Vierge de Bellac）
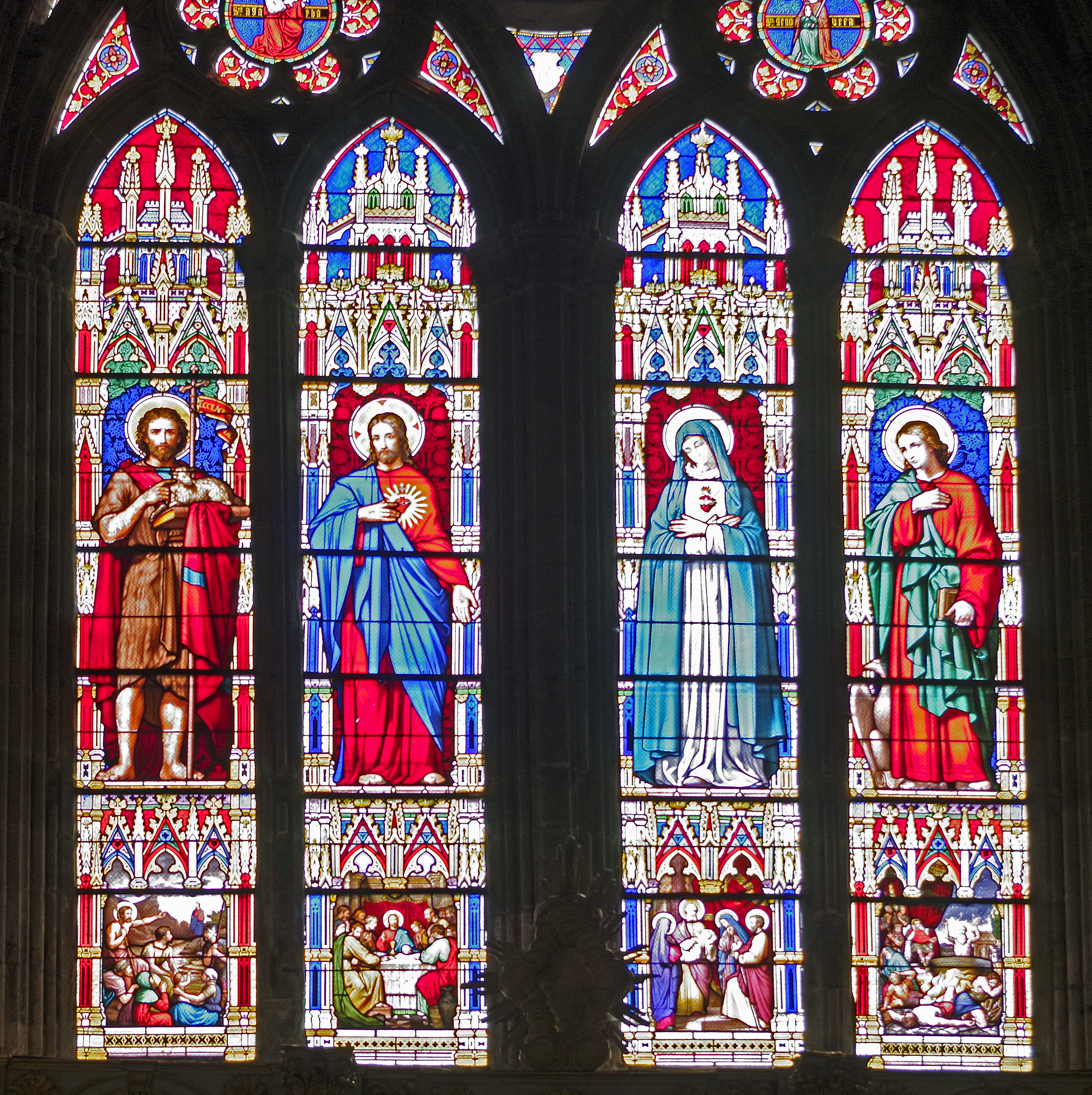
教堂窗画
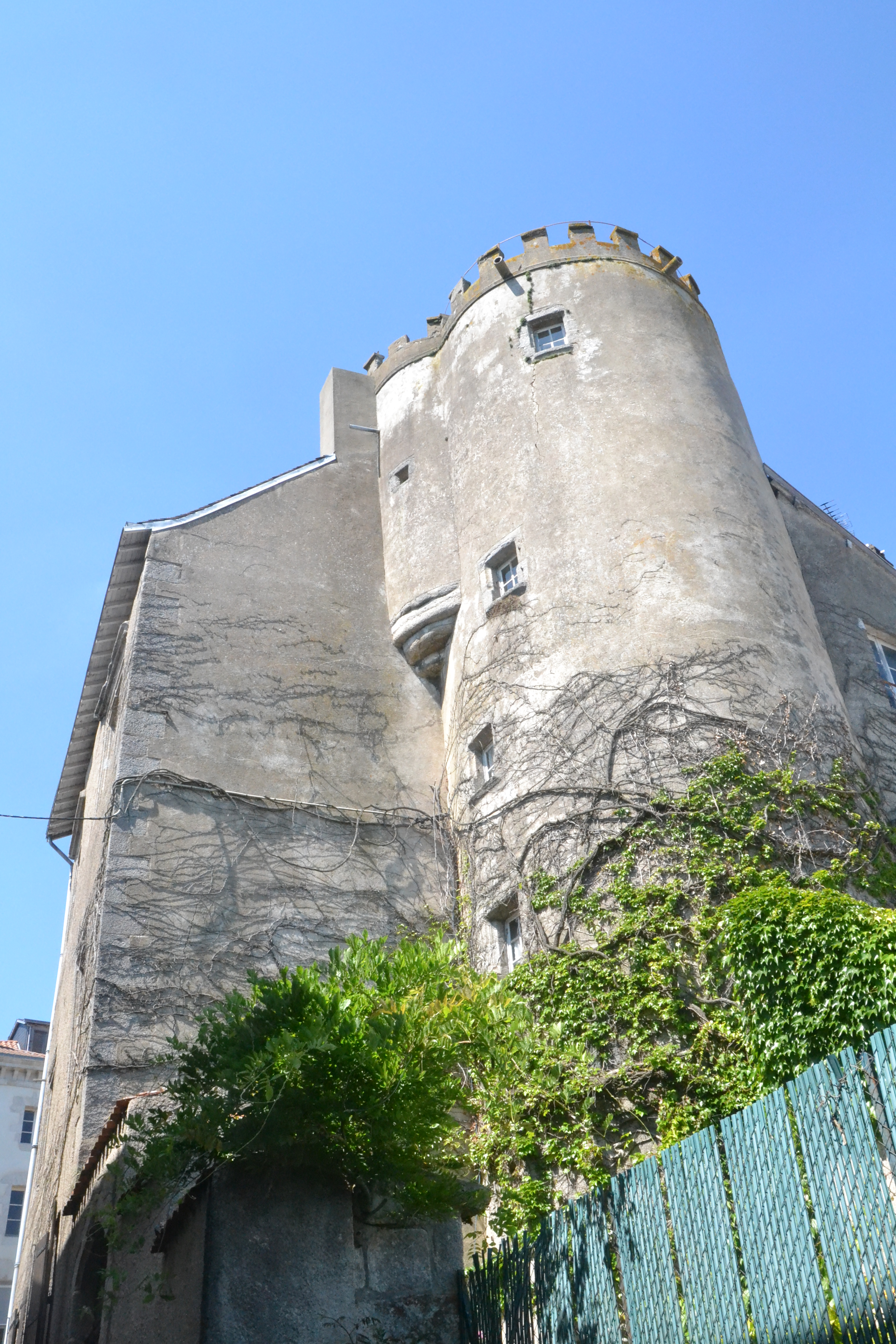
热讷布里亚塔
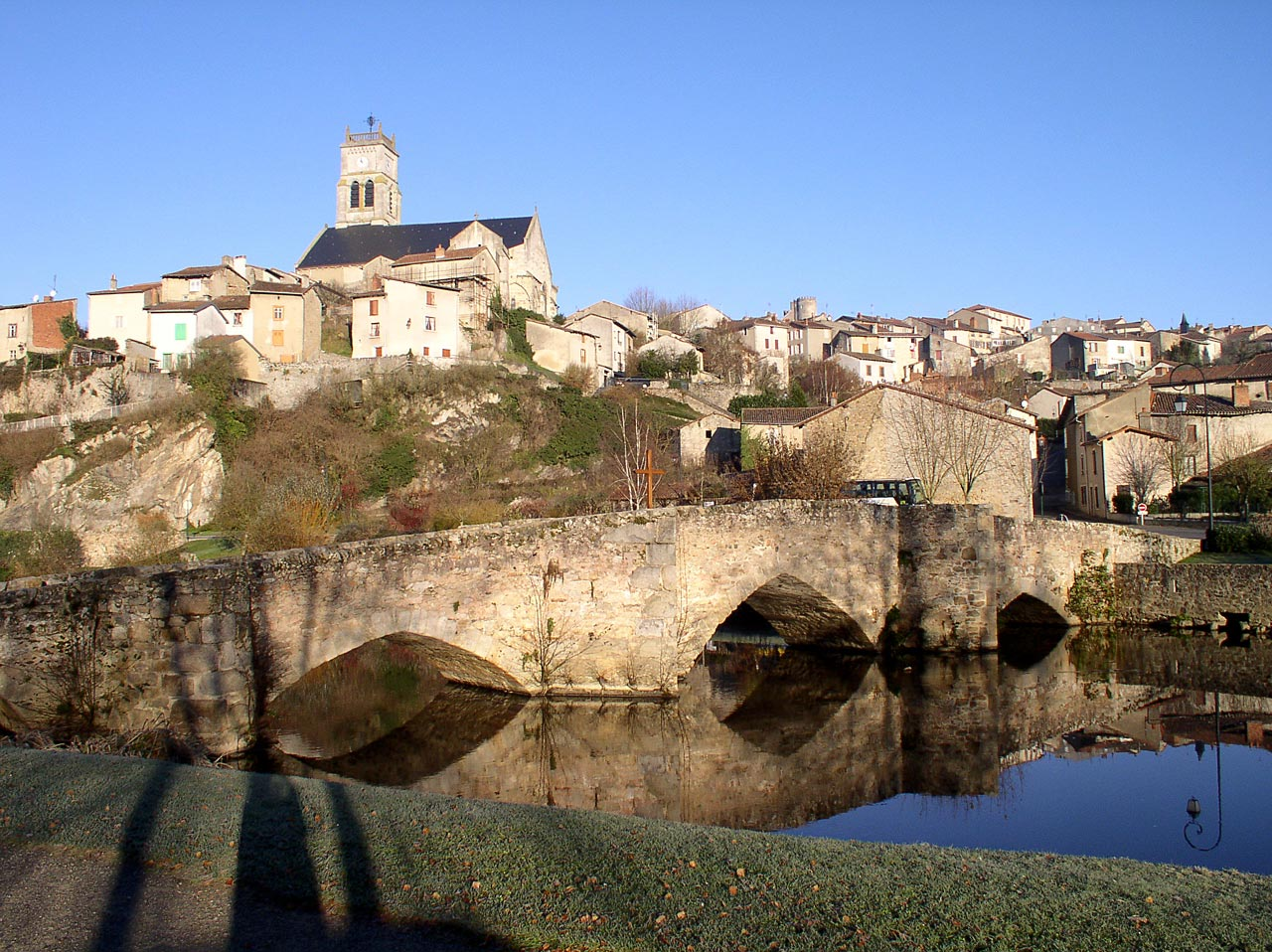
石桥
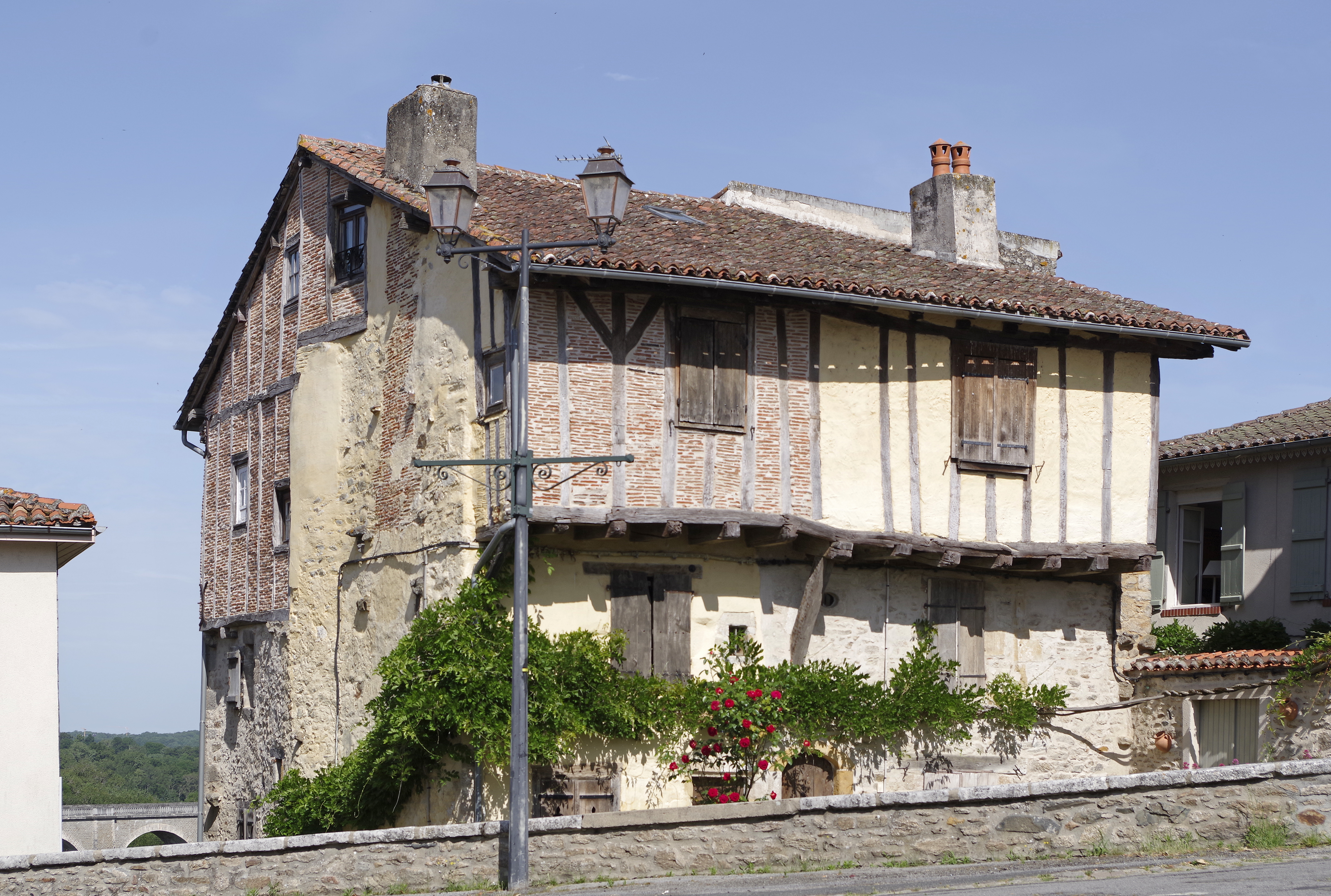
传统民居1
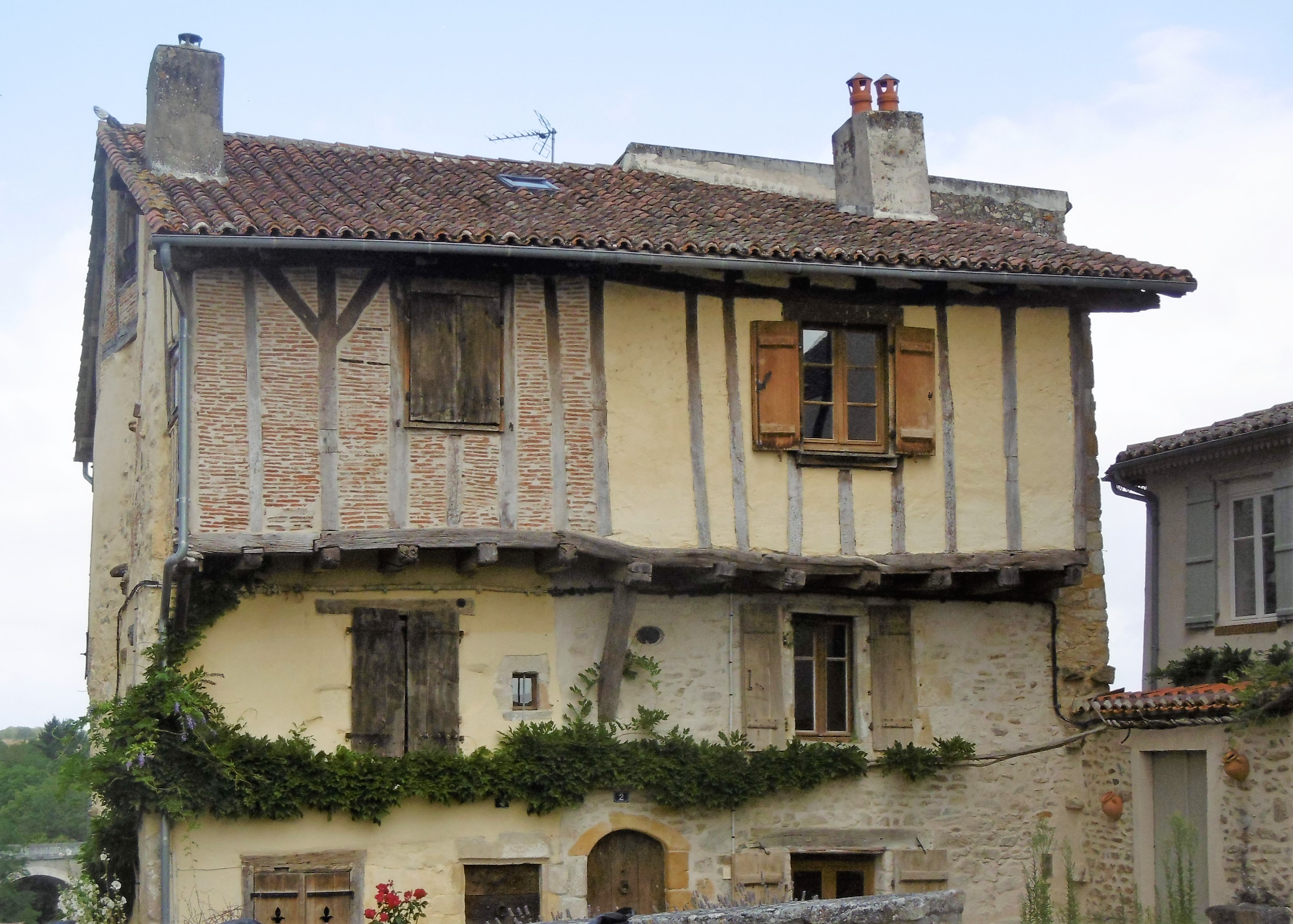
传统民居2
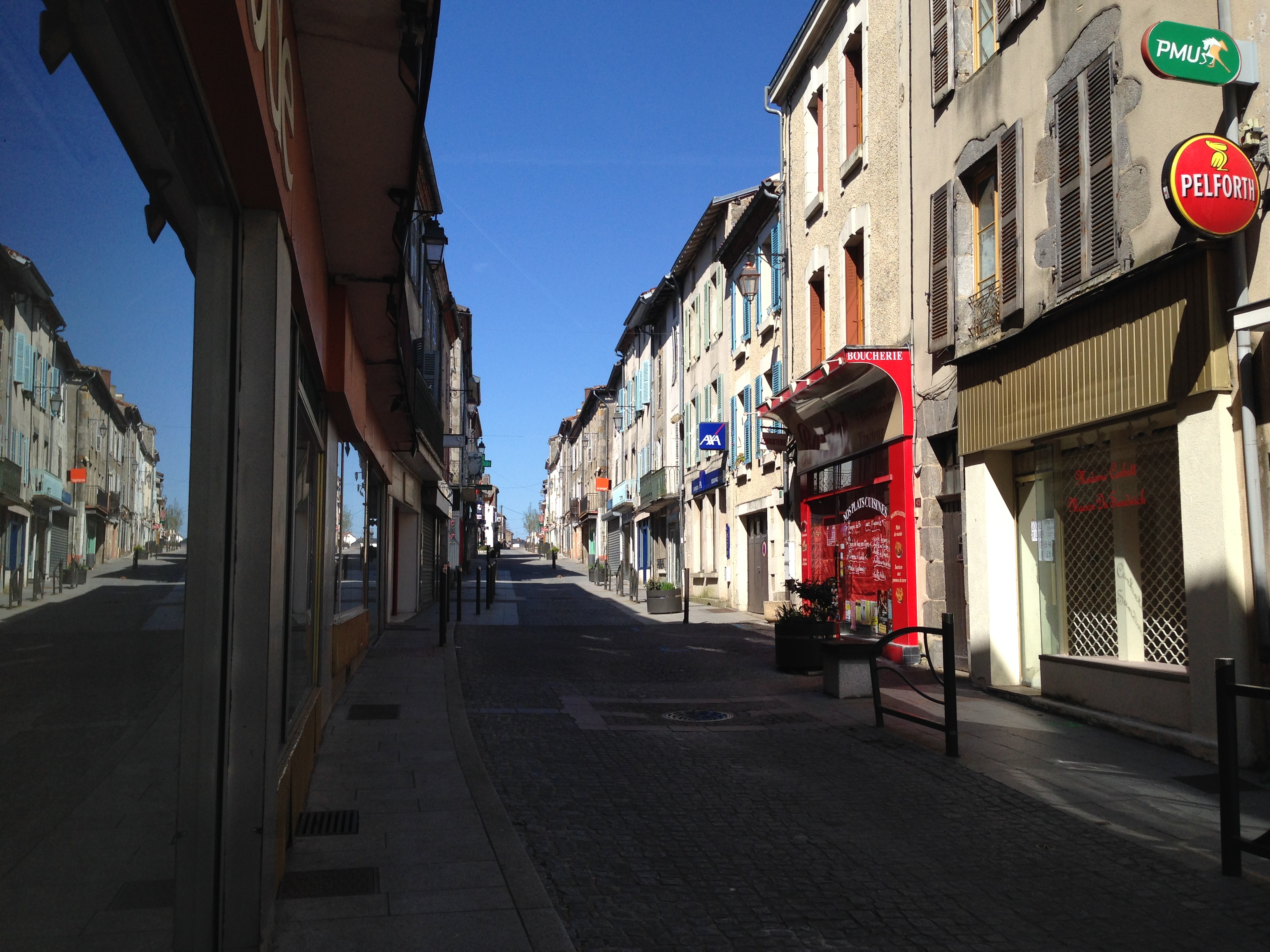
公鸡街附近的建筑

### 旅游
贝拉克的旅游事务由其所属的马尔什地区上利穆赞市镇公共社区负责。2021年，贝拉克境内共有3家酒店共计30间房间；另有1个露营地，可容纳共56辆露营车。

### 媒体
法国主要的媒体均可在贝拉克接收，法国电视三台下属的新阿基坦大区频道在部分时段播出贝拉克所属区域的地方新闻。蓝色法兰西利穆赞频道、云雀广播、《中央人民报》等是当地主要的地方性媒体。

## 相关人物
法国文学家让·季洛杜出生于贝拉克。

## 友好城市
截至2022年6月，贝拉克共与两座城市互为友好城市关系：
- 德国 瓦瑟特吕丁根
- 锡福埃（德语：Sifoe）